# Temerario Rescate (película)
Temerario rescate (título original: Savage Sam) es una película de 1963, secuela de Su más fiel amigo, basada en la novela homónima de Fred Gipson. Producida por Walt Disney, supuso el regreso a la dirección de Norman Tokar y fue estrenada el 1 de junio de 1963. 
Pese al éxito de su predecesora, no obtuvo los resultados de taquilla esperados.

## Argumento
En 1870, Travis Coates (Tommy Kirk), de 18 años, queda a cargo de su precoz hermano de 12 años, Arliss (Kevin Corcoran), en la granja familiar en el suroeste de Texas, mientras sus padres visitan a una abuela enferma. Mientras Arliss y su perro Savage Sam están siguiendo el rastro de un gato montés, Bud Searcy (Jeff York) advierte a Travis que unos apaches renegados rondan por allí. Cuando Travis se une a la hija de 17 años de Bud, Lisbeth (Marta Kristen), en busca de Arliss, los tres son capturados por una banda de apaches liderados por un comanche. Beck Coates (Brian Keith), el tío de los niños, es testigo de la escena y logra herir al jefe, pero uno de los apaches dispara al caballo de Beck y eso permite que la banda huya con los cautivos. Beck alerta a la caballería de los EE. UU. Pero los renegados se dividen en tres grupos y huyen a galope tendido por las colinas: en la confusión, Travis escapa pero queda inconsciente y se deja morir. Beck y su grupo de cinco encuentran a Travis y su perro, se dedican a perseguir a los otros cautivos, y finalmente encuentran a los renegados en un valle peleando por Lisbeth. Aunque uno de los integrantes del grupo de búsqueda, Pack Underwood (Royal Dano), que está empeñado en vengar la masacre de su familia, hace un disparo que alerta a los apaches de la emboscada que planeaban, los jóvenes se salvan y los renegados son capturados.

## Reparto
- Brian Keith como Tío Beck Coates
- Tommy Kirk como Travis Coates
- Kevin Corcoran como Arliss Coates
- Dewey Martin como Lester Blanco
- Jeff York como Bud Searcy
- Marta Kristen como Lisbeth Searcy
- Rafael Campos como joven guerrero apache
- Slim Pickens como Willy Crup
- Rodolfo Acosta como Bandy Legs
- Pat Hogan como Nariz Rota
- Dean Fredericks como el jefe comanche
- Brad Weston como Ben Todd
- Royal Dano como Paquete Underwood (sin acreditar)

## Entre bastidores
Walt Disney compró los derechos cinematográficos de la novela en septiembre de 1961 con anterioridad a su publicación en febrero de 1962, pagando $25,000 dólares por ellos.
Gipson fue contratado para escribir el guion, comenzando a trabajar en octubre con un salario de $1,250 a la semana.  Gipson fue un alcohólico en esta época y él era frecuentemente incapacitado por rabias.
El 14 de junio de 1962, Mike Gipson, el hijo de Fred Gipson, encontró al perro de la familia Gipson, la inspiración para Savage Sam, muerto a golpes. Poco después de eso, Mike se suicidó. La esposa de Gipson lo dejaría un mes después del estreno de Savage Sam.
Fue una de las primeras películas del director Norman Tokar. «Lo encontré en la televisión [dijo Walt Disney]. Me gusta el talento joven. Cuando las personas llegan a ser instituciones, dirigen imágenes con la mano izquierda y hacen otra cosa con la derecha.»
Pat Hogan aparece como el miembro de la tribu Broken Nose. Dean Fredericks, anteriormente Steve Canyon en la NBC, interpretó a un jefe comanche en esta película.
El rodaje comenzó el 6 de agosto de 1962, y se llevó a cabo mayormente en el Valle de San Fernando.

## Acogida
La película tuvo malas críticas y no cumplió con las expectativas de taquilla, palideciendo en comparación con Su más fiel amigo (Old Yeller). Según el biógrafo de Gipson, criticado por ser cliché y sobredirigido, "la producción fue especialmente criticada por su inconsistencia con el tono de Gipson".
El Washington Post la calificó de «esfuerzo obstinado e indiferente».  «Melodrama de acción con una trama  formularia», dijo el Los Angeles Times. El Chicago Tribune dijo que «los integrantes del reparto son todos lo suficientemente capaces, pero todos han de cargar con un argumento espantoso que parece haber sido creado recurriendo a todas las escenas de acción de un montón de guiones viejos televisivos».